# Malik Harris
Malik Harris, född 27 augusti 1997 i Landsberg am Lech, är en tysk sångare. Han representerade Tyskland i Eurovision Song Contest 2022 i Turin med låten "Rockstars", detta efter att ha vunnit landets nationella uttagning Germany 12 Points. 
Harris har amerikanskt påbrå då fadern Ricky, som arbetar som skådespelare och programledare, ursprungligen kommer från staden Detroit i Michigan.